# Pipistrellus aero
Pipistrellus aero (Heller, 1912) è un pipistrello della famiglia dei Vespertilionidi diffuso in Africa orientale.

## Descrizione

### Dimensioni
Pipistrello di piccole dimensioni, con la lunghezza della testa e del corpo tra 40 e 49 mm, la lunghezza dell'avambraccio tra 31 e 34 mm, la lunghezza della coda tra 32 e 34 mm, la lunghezza del piede tra 5 e 10 mm, la lunghezza delle orecchie tra 10 e 15 mm e un peso fino a 5 g.

### Aspetto
La pelliccia è lunga, densa e setosa. Le parti dorsali sono bruno-rossastre scure, mentre le parti ventrali sono più chiare con la base dei peli ovunque bruno-nerastra. Le orecchie sono corte e nere. Il trago è stretto, con il margine anteriore concavo, quello posteriore leggermente convesso e con l'estremità arrotondata. Le membrane alari sono completamente marroni scure. La coda è lunga ed inclusa completamente nell'ampio uropatagio.

## Biologia

### Alimentazione
Si nutre di insetti.

## Distribuzione e habitat
Questa specie è diffusa nel Kenya centrale e in tre località dell'Etiopia.
Vive in boschi sempreverdi, di acacia e foreste montane.

## Conservazione
La IUCN Red List, considerata la mancanza di informazioni recenti sull'areale, i requisiti ecologici, le minacce e lo stato di conservazione, classifica P.aero come specie con dati insufficienti (DD).